# Françoise Collin (monteuse)
Pour les articles homonymes, voir Collin et Françoise Collin.
Françoise Collin est une monteuse française, née le 15 juin 1937 à Paris.

## Biographie
Françoise Collin est une ancienne élève de l'IDHEC, 14e promotion (1957-1959). Elle assure le montage de cinq films de Jean-Luc Godard au cours des années 1960, dont Pierrot le Fou. Son travail sur Anna, le téléfilm de Pierre Koralnik diffusé en 1967, révèle l'influence du réalisateur du Mépris.
Plus tard, elle collabore notamment avec François Dupeyron et Philippe Garrel.

## Filmographie

### Monteuse

#### Cinéma
- 1961 : Chronique d'un été de Jean Rouch et Edgar Morin
- 1964 : Bande à part de Jean-Luc Godard
- 1964 : Une femme mariée de Jean-Luc Godard
- 1965 : Pierrot le Fou de Jean-Luc Godard
- 1966 : Made in USA de Jean-Luc Godard
- 1967 : Deux ou trois choses que je sais d'elle de Jean-Luc Godard
- 1967 : Lamiel de Jean Aurel
- 1969 : Money-Money de José Varela
- 1970 : Cannabis de Pierre Koralnik
- 1973 : La Famille heureuse (Famille Gazul) de Patrice Leconte, court métrage
- 1973 : Élie Faure, ou l'esprit des formes de François Porcile (court métrage)
- 1973 : La Chute d'un corps de Michel Polac
- 1977 : Ben et Bénédict de Paula Delsol
- 1977 : Mais qu'est-ce qu'elles veulent de Coline Serreau
- 1981 : Robert Doisneau badaud de Paris de François Porcile (court métrage)
- 1988 : Lamento de François Dupeyron, court métrage
- 1988 : Drôle d'endroit pour une rencontre de François Dupeyron
- 1991 : Un cœur qui bat de François Dupeyron
- 1999 : Le Vent de la nuit de Philippe Garrel
- 2001 : Sauvage innocence de Philippe Garrel
- 2004 : Voyage dans l'irréalité immédiate, documentaire
- 2004 : La Résistance à l'épreuve du temps de Pierre Beuchot
- 2005 : Les Amants réguliers de Philippe Garrel
- 2006 : Histoire naturelle d'Ysé Tran, court métrage

#### Télévision
- 1967 : Anna (téléfilm)
- 1996 : L'@mour est à réinventer (série télé)
- 1992 : Hôtel du Parc, téléfilm en deux parties (1. La révolution nationale, 2. La guerre civile), réalisé par Pierre Beuchot

### Réalisatrice
Documentaires
- 1999 :  Un château en Serbie[4] co-réalisé avec Gilles Oddos
- 2010 : Rua Diamantina Rosa[5]